# Beatrix Tóth
Beatrix Tóth   (Szabadszállás, 10 de març de 1967) és una ex-jugadora d'handbol hongaresa que va competir durant les dècades de 1980 i 1990.
El 1996 va prendre part en els Jocs Olímpics d'Atlanta, on guanyà la medalla de bronze en la competició d'handbol. En el seu palmarès també destaca una medalla de plata al Campionat del món d'handbol de 1995. Entre 1993 i 1996 va jugar 42 partits i marcà 53 gols amb la selecció nacional. A nivell de clubs jugà al TF SE. (1985-1989), BHG SE (1989-1992) i Ferencváros TC (1992-1999), amb qui guanyà quatre lligues (1994, 1995, 1996 i 1997) i cinc copes hongareses (1993, 1994, 1995, 1996 i 1997).